# Vladimir Onischenko
Vladimir Ivanovitch Onischenko (ukrainien : Володи́мир Іва́нович Они́щенко et russe : Влади́мир Ива́нович Они́щенко) (né le 28 octobre 1949 à Stechanka à l'époque en Union soviétique, aujourd'hui en Ukraine) est un joueur de football international soviétique (ukrainien), qui évoluait au poste d'attaquant, avant de devenir ensuite entraîneur.

## Biographie

### Carrière de joueur

#### Carrière en club
Avec le club du Dynamo Kiev, il remporte quatre championnats d'URSS et une Coupe d'Europe des vainqueurs de coupe.
Il joue un total de 15 matchs en Coupe d'Europe des clubs champions, atteignant les demi-finales de cette compétition lors de l'année 1977.

#### Carrière en sélection
Avec l'équipe d'URSS, il joue 44 matchs (pour 11 buts inscrits) entre 1972 et 1977. 
Il joue son premier match en équipe nationale le 7 juin 1972 contre la Bulgarie et son dernier match le 18 mai 1977 contre la Hongrie. Il inscrit son premier doublé en sélection le 12 novembre 1975 contre la Suisse, et son second le 19 juillet 1976 face au Canada lors du tournoi olympique.
Il figure dans le groupe des sélectionnés lors du championnat d'Europe des nations de 1972, où son équipe atteint la finale, en étant battue par l'Allemagne.
Il participe également aux Jeux olympiques de 1972 et de 1976. Il joue trois matchs lors du tournoi olympique de 1972 et cinq lors du tournoi olympique de 1976, remportant à chaque fois la médaille de bronze.
Il joue enfin cinq matchs comptant pour les tours préliminaires de la coupe du monde, lors des éditions 1974 et 1978.

### Carrière d'entraîneur
Il entraîne brièvement le Dynamo Kiev lors de l'année 1995, remportant au passage le titre de champion d'Ukraine.

## Palmarès

### Palmarès de joueur

#### Palmarès en club
| Dynamo Kiev \| - Championnat d'Union soviétique (4) : - Champion : 1971, 1974, 1975 et 1977. - Vice-champion : 1973, 1976 et 1978. - Coupe d'Union soviétique (2) : - Vainqueur : 1974 et 1978. \| \| - Supercoupe d'Union soviétique : - Finaliste : 1977. - Coupe d'Europe des vainqueurs de coupe : - Vainqueur : 1974-75. - Supercoupe de l'UEFA (1) : - Vainqueur : 1975. \| |  | Zarya Louhansk - Championnat d'Union soviétique (1) : - Champion : 1972.                                                                                                 |
| - Championnat d'Union soviétique (4) : - Champion : 1971, 1974, 1975 et 1977. - Vice-champion : 1973, 1976 et 1978. - Coupe d'Union soviétique (2) : - Vainqueur : 1974 et 1978. |  | - Supercoupe d'Union soviétique : - Finaliste : 1977. - Coupe d'Europe des vainqueurs de coupe : - Vainqueur : 1974-75. - Supercoupe de l'UEFA (1) : - Vainqueur : 1975. |

#### Palmarès en sélection
Union soviétique
- Championnat d'Europe :
  - Finaliste : 1972.

- Jeux olympiques :
  -  Bronze : 1972 et 1976.

### Palmarès d'entraîneur
Dynamo Kiev
- Championnat d'Ukraine (1) :
  - Champion : 1994-95.